# Amphoe Ban Sang
Amphoe Ban Sang (Thai: อำเภอบ้านสร้าง) ist ein Landkreis (Amphoe – Verwaltungs-Distrikt) im Westen der Provinz Prachin Buri. Die Provinz Prachin Buri liegt im Osten der Zentralregion von Thailand.

## Geographie
Amphoe Bang San wird von folgenden Amphoe begrenzt (vom Norden im Uhrzeigersinn aus gesehen): die Amphoe Ongkharak, Mueang Nakhon Nayok und Pak Phli in der Provinz Nakhon Nayok, Die Amphoe Mueang Prachin Buri und Si Mahosot in der Provinz Prachin Buri sowie die Amphoe Ratchasan, Bang Khla, Khlong Khuean und Bang Nam Priao in der Provinz Chachoengsao.
Ein wichtiger Fluss im Landkreis ist der Maenam Prachin Buri (Prachin-Buri-Fluss, auch Maenam Bang Pakong genannt).

## Geschichte
In der Vergangenheit war das Gebiet des heutigen Landkreises Ban Sang ein dichter Urwald, in dem wilde Elefanten lebten. Laoten aus Vientiane ließen sich hier nieder und nannten ihre Siedlung Ban Chang (wörtlich: Elefanten-Dorf). Später wurde der Name in Ban Sang geändert.
Der Landkreis Ban Sang wurde im Jahr 1905 eingerichtet.

## Verwaltung

### Provinzverwaltung
Der Landkreis Ban Sang ist in neun Tambon („Unterbezirke“ oder „Gemeinden“) eingeteilt, die sich weiter in 88 Muban („Dörfer“) unterteilen.
| Nr. | Name          | Thai      | Muban | Einw. |
| --- | ------------- | --------- | ----- | ----- |
| 01. | Ban Sang      | บ้านสร้าง   | 11    | 5.582 |
| 02. | Bang Krabao   | บางกระเบา | 09    | 3.469 |
| 03. | Bang Toei     | บางเตย    | 10    | 2.779 |
| 04. | Bang Yang     | บางยาง    | 13    | 3.851 |
| 05. | Bang Taen     | บางแตน    | 13    | 4.417 |
| 06. | Bang Phluang  | บางพลวง   | 11    | 5.693 |
| 07. | Bang Pla Ra   | บางปลาร้า  | 08    | 2.406 |
| 08. | Bang Kham     | บางขาม    | 06    | 1.722 |
| 09. | Krathum Phaeo | กระทุ่มแพ้ว  | 07    | 1.425 |

### Lokalverwaltung
Es gibt eine Kommune mit „Kleinstadt“-Status (Thesaban Tambon) im Landkreis:
- Ban Sang (Thai: เทศบาลตำบลบ้านสร้าง) bestehend aus den Teilen der Tambon Ban Sang, Bang Krabao.

Außerdem gibt es sieben „Tambon-Verwaltungsorganisationen“ (องค์การบริหารส่วนตำบล – Tambon Administrative Organizations, TAO)
- Ban Sang (Thai: องค์การบริหารส่วนตำบลบ้านสร้าง) bestehend aus Teilen des Tambon Ban Sang.
- Bang Krabao (Thai: องค์การบริหารส่วนตำบลบางกระเบา) bestehend aus Teilen des Tambon Bang Krabao.
- Bang Toei (Thai: องค์การบริหารส่วนตำบลบางเตย) bestehend aus dem kompletten Tambon Bang Toei.
- Bang Yang (Thai: องค์การบริหารส่วนตำบลบางยาง) bestehend aus dem kompletten Tambon Bang Yang.
- Bang Taen (Thai: องค์การบริหารส่วนตำบลบางแตน) bestehend aus dem kompletten Tambon Bang Taen.
- Bang Phluang (Thai: องค์การบริหารส่วนตำบลบางพลวง) bestehend aus dem kompletten Tambon Bang Phluang.
- Bang Pla Ra (Thai: องค์การบริหารส่วนตำบลบางปลาร้า) bestehend aus den kompletten Tambon Bang Pla Ra, Bang Kham, Krathum Phaeo.